# 出口清
出口 清（でぐち きよし、1946年5月18日 - ）は、日本の政治家。元千葉県袖ケ浦市長（3期）。元袖ケ浦市議会議員（4期）。

## 来歴
千葉県袖ケ浦市野里に生まれる。その先祖は旧久留里藩士としても知られる。1965年（昭和40年）3月、東電学園高等部卒業。同年4月、東京電力の千葉支店に入社。東京電力時代、ボート競技で国民体育大会に3回出場した。1981年（昭和56年）3月、科学技術学園高等学校卒業。1991年（平成3年）3月、産能短期大学通信教育部能率科（現・自由が丘産能短期大学）卒業。
1992年（平成4年）10月、袖ケ浦市議会議員選挙に初当選。以後市議を4期務める。2006年（平成18年）5月、東京電力を定年退職。
2007年（平成19年）10月28日に行われた袖ケ浦市長選挙に出馬。6人の候補者との戦いを勝ち抜き初当選した。11月23日、市長就任。
2011年（平成23年）、袖ケ浦商工会長（みんなの党推薦）と袖ケ浦消防長の2候補を破り再選。
2015年（平成27年）、前市議の福原孝彦（自民党推薦）を斥け3選。投票率は過去最低の48.30％を記録した。
2019年（令和元年）9月26日、任期満了に伴う市長選への不出馬を表明。同日、出口から後継指名を受けた市議の塚本幸子が市長選への立候補を表明。11月10日の市長選で塚本は落選。同年11月22日の任期満了をもって市長を退任した。
2021年、旭日小綬章受章。